# Annapurna I
Pour les articles homonymes, voir Annapurna (homonymie).
L'Annapurna I, en sanskrit, népalais et nepalbhasha अन्नपूर्णा, Annapūrṇa, autrefois Morshiadi, est un sommet du Népal, point culminant de l'Annapurna, un massif de l'Himalaya, avec 8 091 mètres d'altitude. C'est le dixième plus haut sommet du monde.

## Géographie
L'Annapurna I est composé d'un sommet principal culminant à 8 091 mètres d'altitude et de deux antécimes : l'Annapurna I Central à 8 051 mètres et l'Annapurna I Est à 8 010 mètres.
Il est situé à la frontière des districts de Kaski et Myagdi, dans la province de Gandaki, dans le centre-nord du Népal.

## Premières ascensions
L'Annapurna I est le premier sommet de plus de 8 000 mètres à avoir été gravi. Des altitudes plus élevées — 8 500 m — ont été atteintes dans les années 1920 sur l'Everest, mais aucune ne correspondait à un sommet. Cet exploit est réalisé par une expédition française le 3 juin 1950, et est entré dans les annales de l'alpinisme car c'est en outre le seul 8 000 à avoir été gravi dès la première tentative, les alpinistes ne bénéficiant d'aucune expérience passée d'autres expéditions. Autre fait remarquable quoique jamais relevé, dix membres de l'expédition sont arrivés au dernier camp avant le sommet, à 7 500 mètres d'altitude.
Sur la base des chiffres arrêtés à mars 2012, c'est à la fois le « 8 000 » ayant été conquis le moins de fois — 191 ascensions réussies contre 5 656 à l'Everest — et le plus dangereux de tous avec le plus fort taux de mortalité — 32 % contre 26 % au K2 et 4 % à l'Everest, le sommet le plus sûr étant le Cho Oyu avec 1,4 % de morts pour 3 138 ascensions,.

### Sommet principal
Le 3 juin 1950, Louis Lachenal et Maurice Herzog atteignent le sommet par la face Nord, avec une expédition comprenant Lionel Terray, Gaston Rébuffat, Marcel Ichac (cinéaste et le seul à avoir une expérience himalayenne grâce à l'expédition de 1936 au Karakoram), Jean Couzy, Marcel Schatz, Jacques Oudot (médecin) et Francis de Noyelle (diplomate assurant la coordination avec les autorités locales).
Cette victoire est la première conquête de l'un des quatorze sommets de plus de 8 000 mètres du globe. Cette expédition constituait aussi la première entrée d'Européens dans la région du Népal central, car le pays ne s'est ouvert au monde qu'en 1950. Ses membres ont donc été amenés à redessiner la carte du massif de l'Annapurna. La victoire française à l'Annapurna I en 1950 a eu un retentissement considérable dans le monde et particulièrement en France. Ses vainqueurs sont devenus de véritables héros nationaux et cette victoire — le premier « 8 000 » gravi par l'homme — est devenu un phénomène de société.

#### Préparation
L'expédition de 1950 est vécue comme la poursuite, et la revanche, de l'expédition française de 1936 au Karakoram. « Après l’échec de l’expédition de 1936 au Hidden Peak (8 068 mètres) dans le massif du Karakoram, dû à l’arrivée très prématurée de la mousson, Lucien Devies ne veut pas laisser le champ libre aux Britanniques et aux Allemands, auteurs chacun d’une trentaine d’expéditions dans l’Himalaya. »
Il apparaît que Lucien Devies, patron de la Fédération française de la montagne (FFM), aurait voulu « un 8 000 à tout prix. »

#### Expédition
Comme il s'agit de la première incursion d'Européens dans le Népal central, la première tâche de l'expédition est d'explorer le terrain et de corriger les cartes existantes. Les explorateurs passent de longues semaines à essayer de trouver les sommets à conquérir, à trouver le moyen d'y accéder et à jauger, sur les différentes faces, les difficultés à surmonter. Tout cela exige des journées entières de reconnaissance par groupes de deux ou trois alpinistes, ce qui nécessite de gravir de « petits » sommets de 5 000 ou 6 000 mètres. Marcel Ichac trouve la voie vers le massif à conquérir et baptise une vallée imprévue « Vallée cachée » (en anglais Hidden Valley).
Vient ensuite le choix de l'objectif : le Dhaulagiri, l'Annapurna I ou un autre sommet ? Le choix se porte finalement sur l'Annapurna I, jugé plus accessible que le Dhaulagiri.
Commence ensuite l'assaut de la montagne proprement dit. C'est en général là que commence le travail pour les alpinistes actuels, au pied de voies bien balisées ou étudiées à l'avance. À ce moment, les membres de l'expédition de 1950 ont, pour leur part, déjà des milliers de mètres de dénivelé et nombre de premières dans les jambes. Et pourtant, malgré la fatigue et l'absence d'oxygène, le sommet de l'Annapurna I est conquis par Maurice Herzog et Louis Lachenal, le 3 juin 1950. L'opposition entre la conception de Maurice Herzog — le pari mystique et patriotique de l'alpiniste amateur — et celle de Louis Lachenal — la responsabilité et la prudence de l'alpiniste professionnel — se cristallise à l'approche du sommet.
Au cours de la descente, Herzog et Lachenal ont de nombreux doigts et orteils gelés et doivent subir des amputations. Au cours de la longue marche du retour — un mois de course-poursuite contre la mousson à travers la montagne, la forêt, les rizières d'un pays, le Népal, au niveau de vie médiéval, les blessés étant portés à dos d'homme — le chirurgien Jacques Oudot les soigne (et sauve une phalange à chaque doigt de Herzog) grâce à ses instruments professionnels (une première dans l'himalayisme).

#### Phénomène de société
« En France, la nouvelle est annoncée le 26 juin par Le Figaro. Le lendemain, l’ensemble de la presse reprend l’information. Le 17 juillet, le groupe arrive à l’aéroport d’Orly. Puis, le 19 août, un numéro spécial de Paris Match paraît. La photo de Lionel Terray, portant son compagnon Louis Lachenal dans ses bras, à la descente de l’avion, fait le tour du monde. »
Le « phénomène Annapurna » est porté par sa médiatisation. Grâce à ses recettes, les projets des organismes de la montagne parviennent à financer plusieurs expéditions françaises dans les années qui suivent.
La médiatisation sera en particulier portée par :
- le livre (best-seller) de Maurice Herzog Annapurna, premier 8 000 (1951) ;
- le film de Marcel Ichac Victoire sur l'Annapurna ;
- les reportages dans Paris-Match[7] ;
- ultérieurement, un timbre émis en 2000.

#### Polémique
Le cinquantenaire de l'expédition victorieuse sur l'Annapurna I a donné lieu, vers 2000, à deux publications affirmant donner un nouveau point de vue : une nouvelle version des mémoires de Lachenal et la diffusion d'un film sur Canal+, Une affaire de cordée. Les principaux points soulevés ont été les suivants :
- la différence de sensibilité entre les deux vainqueurs, Herzog et Lachenal, à l'approche du sommet ;
- le contrat, signé par tous les membres de l'expédition avant le départ, en vertu duquel ils abandonnaient à la Fédération française de la montagne (FFM) tous leurs droits de publication de souvenirs de l'expédition pendant cinq ans. Ce type de contrat était en réalité courant à l'époque à la demande des bailleurs de fonds des expéditions (journaux, maisons d'édition). Celui de l'Annapurna a été exigé par la maison d'édition Arthaud[8] ;
- la personnalisation par les médias de la victoire autour de la personne de Maurice Herzog, chef de l'expédition, au détriment en particulier de Louis Lachenal, lui aussi parvenu au sommet.

### Face Sud du sommet principal
La face Sud de l'Annapurna I a été gravie pour la première fois en 1970 par Don Whillans et Dougal Haston, tous deux membres d'une expédition britannique emmenée par Chris Bonington. Cette expédition a coûté la vie à Ian Clough, victime d'une chute de séracs.
En 1991, la Belge Ingrid Baeyens fut la première femme à conquérir l'Annapurna I par la face Sud.
C'est sur cette même face que Pierre Béghin perdit la vie en octobre 1992 lors de la descente d'une tentative effectuée avec Jean-Christophe Lafaille, qui mit cinq jours à rejoindre le camp de base avec un bras cassé.
Les 8 et 9 octobre 2013, le Suisse Ueli Steck réalise en 28 h la première ascension en solitaire en style alpin de la voie Lafaille,.

### Sommet Est
La première ascension de l'Annapurna I par l'arête Est a été réalisée sans oxygène par les alpinistes suisses Erhard Loretan et Norbert Joos qui ont atteint le sommet le 24 octobre 1984 et sont descendus par la face Nord. En 2002, Jean-Christophe Lafaille a fait la première de l'arête Est en aller et retour avec Alberto Iñurrategi, sans oxygène.

### Sommet central
La face Sud du sommet central (8 050 m), où Alex MacIntyre (en) a trouvé la mort en 1982, est aussi d’une grande difficulté. Elle a été gravie pour la première fois en 1984 par les Espagnols Enric Lucas et Nil Bohigas en technique alpine. L’expédition a duré neuf jours aller-retour,.

### Face Nord-Ouest du sommet principal
La face Nord-Ouest a été gravie sans oxygène pour la première fois en avril 1985 par les alpinistes Reinhold Messner — qui signait là son 11e sommet à plus de 8 000 mètres — et Hans Kammerlander.

### Sommet Est
Le sommet Est de l'Annapurna I a été gravi pour la première fois en 1984 par Erhard Loretan et Norbert Joos par l’arête Sud-Est qui débouche sur une antécime appelée Roc Noir. Ils ont poursuivi leur ascension en passant sur le sommet Est, sur le sommet central et enfin sur le sommet principal, car ces sommets sont reliés par une longue arête. Ils ont passé trois jours sur cette arête dont l'altitude moyenne est de 8 000 m puis ils sont redescendus par la voie française.

### Première descente à ski
La première descente à ski a été réalisée en face nord par Andrej et Davo Karnicar en 1995.

### Filmographie
- 1953 : Victoire sur l'Annapurna de Marcel Ichac (film de l'expédition de 1950)